# Histoire de la médecine du travail
La pathologie professionnelle était déjà décrite dans la Bible et dans l’Antiquité, un papyrus de 2 500 ans av. J.-C. contient la description dans l’ancienne Égypte du lumbago aigu survenu accidentellement chez un ouvrier ayant participé à la construction d’une pyramide. Plus tard Hippocrate le père de la médecine avait déjà remarqué en 450 av. J.-C. que l’asthme était plus fréquent dans certaines professions, les tailleurs, les pêcheurs et les métallurgistes entre autres.
On trouve également des allusions aux maladies professionnelles chez Pline l’Ancien puis Julius Pollux.

## Les précurseurs

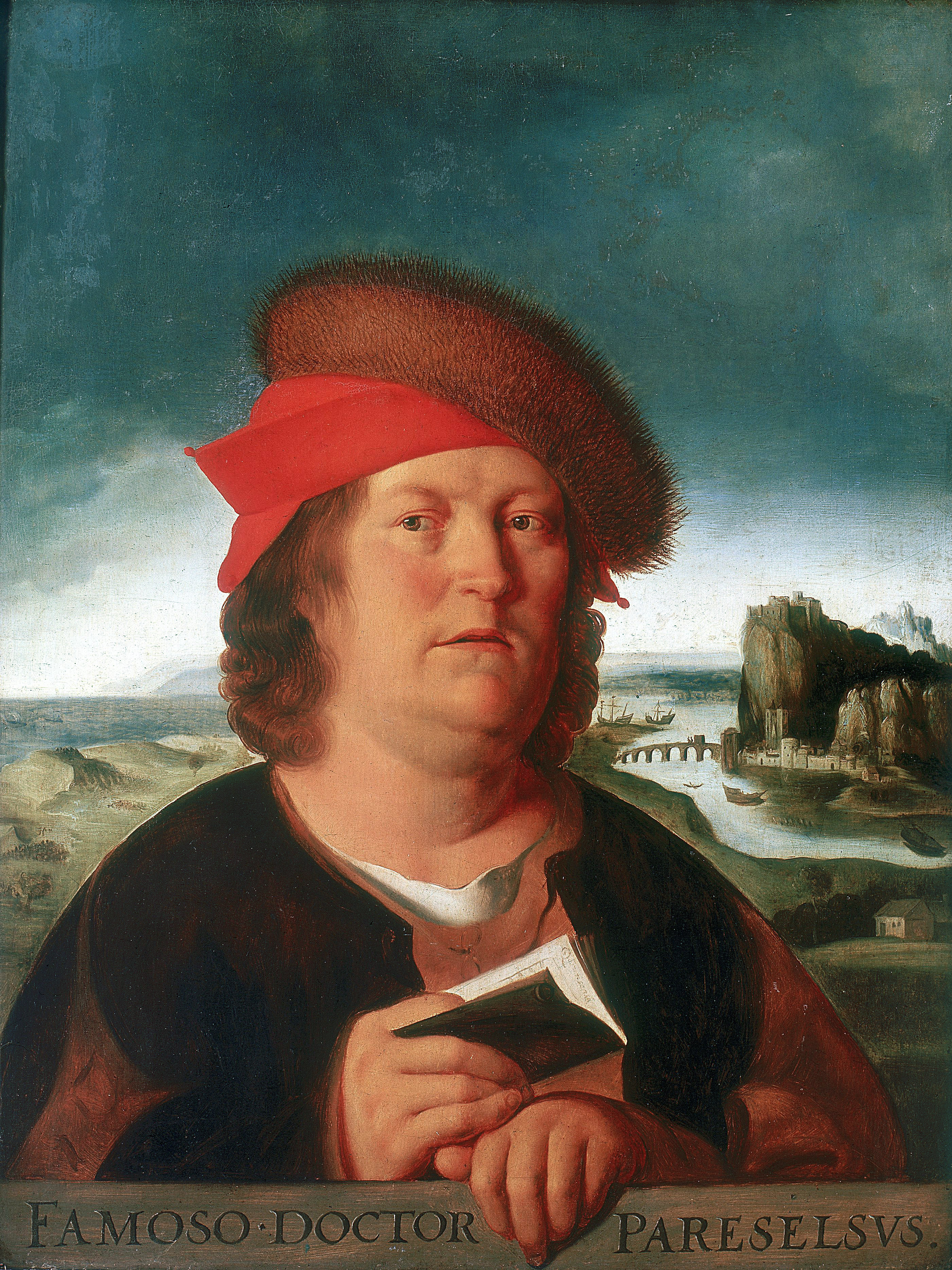
Paracelse

Ulrich Ellenbog (c. 1435-1499), chirurgien à la cour du Tyrol, fait paraître en 1473, un traité « sur les vapeurs et les fumées toxiques » (Von den giftigen besen Tempffen und Reuchen), destiné aux forgerons d'Augsbourg et premier ouvrage connu de « médecine du travail ».
Paracelse (1493-1541), alchimiste, astrologue et médecin suisse, écrit à son tour sur un thème voisin et publie en 1533 un traité sur « le mal des montagnes et autres maladies des mineurs » où il décrit les risques professionnels liés à l’extraction des minerais et au travail des métaux, et où il aborde leur traitement ainsi que les stratégies de prévention, ce qui fait de lui un autre précurseur de la médecine du travail. La maladie qu’on connaissait à l’époque sous le nom de « mal des montagnes » était due à une irradiation par le radon, gaz formé par la désintégration du radium qui se dégage des roches, surtout dans les régions granitiques, volcaniques et uranifères, et qui s’accumule dans l’atmosphère des cavités mal ventilées telles que les caves ou les mines. Son inhalation prolongée peut provoquer un cancer du poumon chez les professionnels exposés comme les mineurs, et même chez les habitants des maisons polluées par ces émanations naturelles.

## Les fondateurs

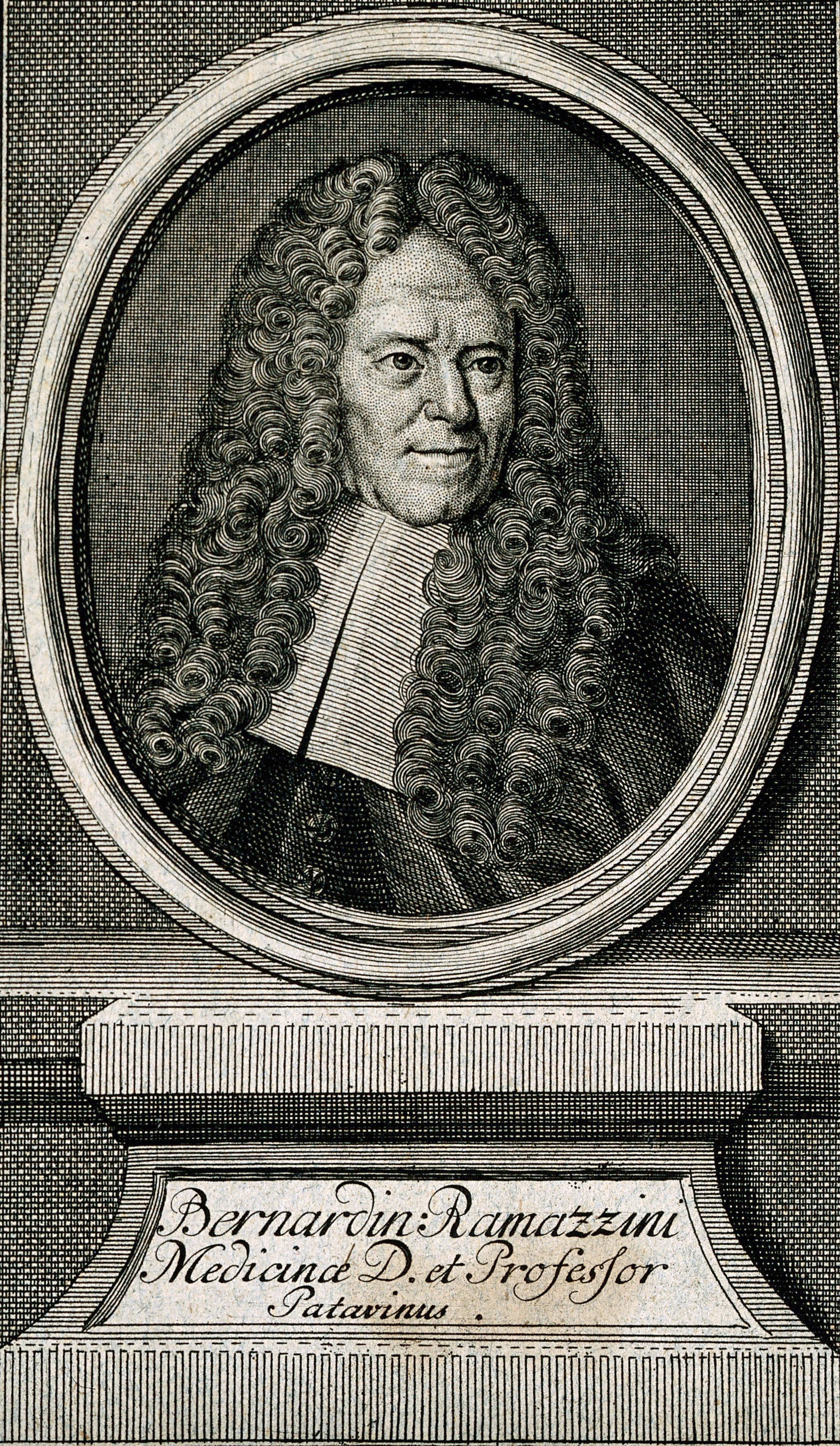
Bernado Ramazzini

Bernardino Ramazzini (1633–1714), professeur de médecine à Padoue, fut un autre précurseur dans le domaine des accidents du travail et de la « pathologie professionnelle ». Il précisa certaines mesures d'hygiène et de sécurité et essaya d'améliorer les conditions de travail et en se déplaçant sur les lieux de travail.
Son ouvrage, encore réédité, De morbis artificum diatriba, monumental « Traité des maladies des artisans » qui, pendant deux siècles, servira de référence absolue fut publié à Padoue en 1700, traduit en français, commenté et enrichi par Fourcroy en 1777. À cette date, la « pathologie professionnelle » était enseignée dans les facultés de médecine.
Percivall Pott (1713- 1788) est un chirurgien britannique qui a identifié pour la première fois une substance chimique comme étant la cause d’un cancer professionnel : en 1775 il a prouvé que la suie était responsable du cancer du scrotum des petits ramoneurs de Londres et a mis en cause les conditions de travail très dures des enfants qui devaient se faufiler à travers d’étroits conduits de cheminées encore brûlants et avaient en permanence la peau imprégnée de résidus de combustion de houille grasse. Il explique la localisation des tumeurs par l’accumulation de particules fines de suie au niveau de la peau fine et plissée des bourses, facilitée par la sueur et incrimine aussi l’irritation par le frottement du pantalon et de la corde dont se servaient les ramoneurs pour descendre dans les cheminées.

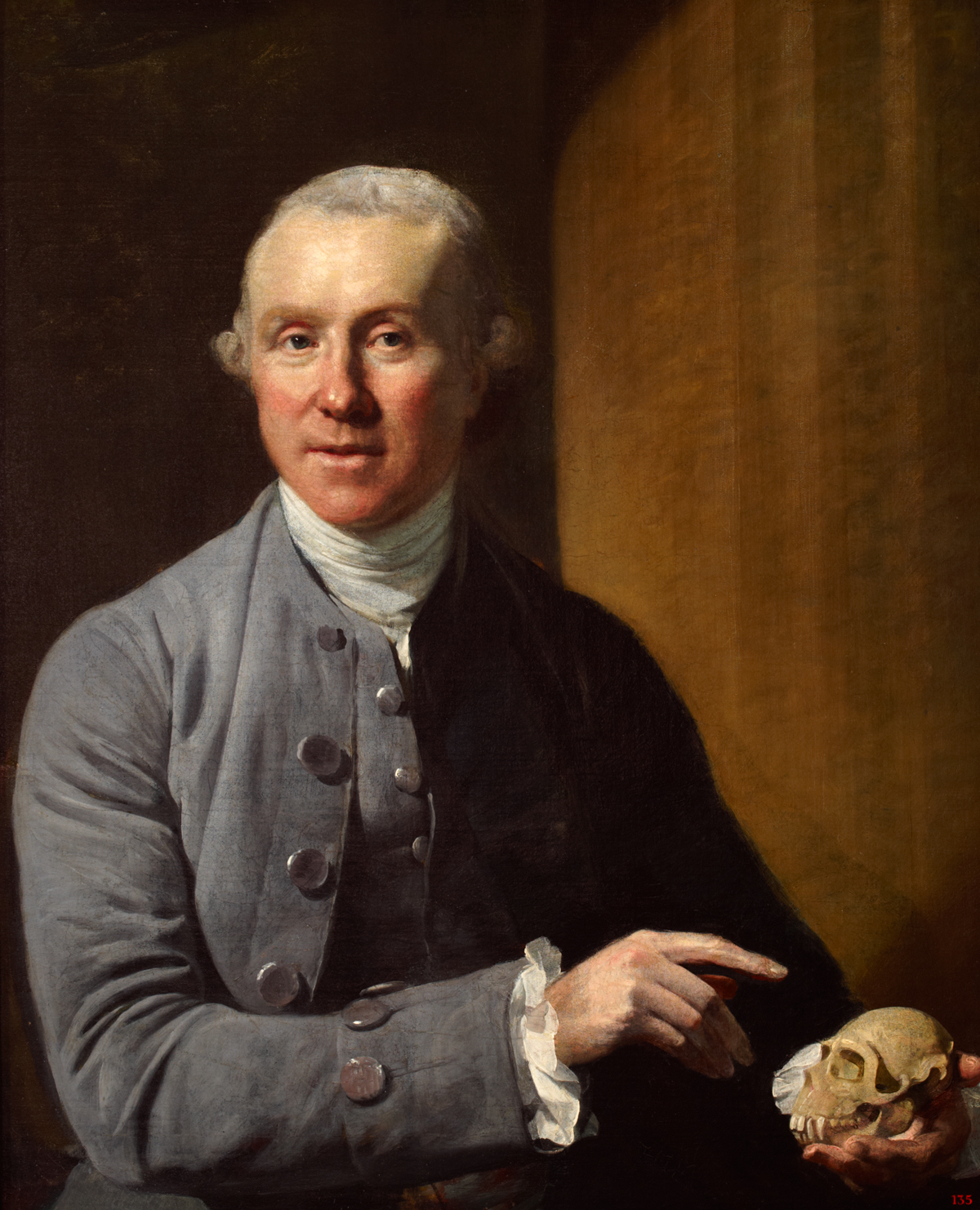
Percivall Pott

À cette époque les ramoneurs commençaient à travailler vers l’âge de 5 ans et le cancer apparaissait après la fin de leur activité professionnelle vers l’âge de 30 ans. Malgré cette étude le travail des petits ramoneurs n’a été réglementé qu’en 1840Lorsque la loi interdit d’employer pour le ramonage des enfants de moins de 10 ans le cancer continua à se manifester, mais seulement vers la quarantaine, ce qui démontre de façon quasi expérimentale une durée de latence constante entre le début du contact avec l’agent cancérogène et l’apparition de la maladie.
Le fait est peu connu, mais Benjamin Franklin (17 janvier 1706 - 17 avril 1790 qui en plus d’être un homme politique et un des pères fondateurs des États-Unis d’Amérique était un physicien et un scientifique curieux de tout, étudia la toxicité du plomb et son rôle dans l’apparition du saturnisme maladie qu’il diagnostiqua chez des cristalliers et des céramistes. Il expose ses découvertes dans une lettre datée de 1796 () mais il fait remonter le début de ses travaux à plus de 60 ans auparavant.
Amédée Lefebvre directeur de l’École de Médecine navale de Rochefort aurait fait la même découverte quelques années plus tard, expliquant les cas constatés chez les marins par la contamination de l’eau potable à bord des navires par les tuyaux en plomb.
La toxicité du plomb avait été signalée dès l’Antiquité notamment par des médecins grecs, (Nicandre de Colophon), et romains (Aulus Cornelius Celsus), ainsi que par l’architecte de Jules César, Vitruve qui déconseillait l’utilisation de conduites d’adduction d’eau en plomb, mais leurs avertissements n’avaient guère été pris au sérieux. On ne commença à prendre en compte ce risque qu’au début de l’ère industrielle. Ce fut d’ailleurs la première maladie à être reconnue comme maladie professionnelle dès 1919 en France.

## La médecine du travail en France

### L’ère industrielle
Le véritable pionnier de la médecine du travail, celui qui a le premier attiré l’attention sur les conditions de travail abominables des ouvriers des manufactures au XIXe siècle, est Louis René Villermé (10 mars 1782 - 16 novembre 1863), un médecin et sociologue français, ancien chirurgien de l'armée française puis de la Grande Armée.
Il abandonne la médecine en 1818 pour se consacrer à la question des inégalités sociales.
Au début du XIXe siècle, des enfants de 5 ans travaillaient couramment 15 à 16 heures par jour à dévider les trames dans les filatures. Les pouvoirs publics finirent par s'émouvoir, non pas tant des souffrances endurées que des statistiques fournies par les conseils de révision. Les jeunes ouvriers étaient si mal portants qu'on devait déclarer inaptes plus des deux tiers. On risquait de manquer de conscrits, c'est cela qui alarma les autorités. Le docteur Villermé fut chargé d'un rapport sur l'état de santé des ouvriers des manufactures quelques années après la Révolte des Canuts en novembre 1831 à Lyon qui fut la première insurrection sociale de l’ère industrielle.
Son travail, intitulé Tableau de l'état physique et moral des ouvriers employés dans les manufactures de coton, de laine et de soie, paru en 1840 et connu sous le nom de rapport villermé a eu un grand retentissement et a été à l'origine de la loi sur le travail des enfants dans les manufactures, la loi du 22 mars 1841, déposée par Laurent Cunin-Gridaine, qui limita l'âge d'admission dans les entreprises à 8 ans, mais uniquement dans les entreprises de plus de 20 salariés et interdit le travail de nuit pour les enfants de moins de 12 ans.
C’est l’une des premières tentatives françaises de règlement général concernant le travail et une rupture avec la Loi Le Chapelier du 17 juin 1791 qui avait interdit les corporations de l’ancien régime ainsi que toute association de travailleurs (syndicats ou mutuelles) pour favoriser la libre entreprise. La liberté du travail est alors sans limite. Les rapports au travail reposent sur une base exclusivement contractuelle, l’État étant tenu de ne pas intervenir. Le contrat de travail fait naître à la charge de l’ouvrier une obligation d’exécuter le travail qui lui est confié, et à la charge de l’employeur, une obligation de payer le prix convenu. Il n’y a, ni dans le Code civil, ni dans les textes de la première moitié du XIXe siècle, d’obligation patronale d’assurer à l’ouvrier l’exécution de son travail dans certaines conditions légales de durée, d’hygiène, de moralité, ou d’indemniser l’ouvrier du préjudice résultant d’un accident du travail ou d’une maladie professionnelle.
Cette première loi sera suivie de plusieurs autres visant à améliorer les conditions de travail des femmes et des enfants et à protéger la santé des travailleurs notamment par la loi du 9 avril 1898 sur les accidents du travail, issue des travaux de Martin Nadaud (député de la Creuse) puis de Louis Ricard (maire de Rouen), qui fonde la responsabilité de l’employeur quant aux maux découlant de l’activité professionnelle et ouvre la voie à l’indemnisation des accidents du travail et des maladies professionnelle et plus tard à la prévention des risques professionnels.(le régime de réparation des maladies professionnelles sera créé plus tard par la loi du 25 octobre 1919).

### Les premiers médecins d'entreprise
Le recours à des médecins d’entreprise et à des visites d’embauche est une pratique qui, dans certaines compagnies, et en particulier dans les mines et carrières remonte au XIXe siècle. En 1810, un premier décret impose au patronat de payer les frais médicaux des ouvriers blessés lors des accidents du travail. Dans une logique de gestion optimale des coûts, les propriétaires de mine engagent alors les premiers médecins d’entreprise et ouvrent même des hôpitaux spécialisés. Concentrés au départ uniquement sur les accidentés du travail, ces services vont étendre leurs préoccupations à l’état de santé général des mineurs puis prendre en charge l’ensemble des familles. Un moyen efficace de maintenir la paix sociale parmi une population soumise à des conditions de vie et de travail difficiles. C’est le tout premier modèle de sécurité sociale. La même année, un autre décret met en place une inspection et un contrôle des établissements industriels insalubres, incommodes ou dangereux. Plus tard cette pratique sera étendue aux transports (chemin de fer). Après la loi de 1898 sur les accidents du travail avec son extension aux maladies professionnelles les compagnies d’assurance qui prennent en charge ce risque encouragent les entreprises à créer des services médicaux du travail pour se prémunir des conséquences financières des atteintes de la santé des salariés. Mais l’idée d’une véritable profession définie sur des bases claires, officialisée par l’État, et tout à la fois reconnue par les employeurs, les salariés et les médecins, ne s’installe que progressivement à partir de la 1re guerre mondiale. En 1915 Albert Thomas crée au ministère de l’armement une inspection médicale des usines de guerre dont la direction fut confiée à Etienne Martin professeur de médecine légale à la faculté de médecine de Lyon.

Les origines de la médecine du travail en France sont donc liées à la médecine légale, les médecins légistes étant formés en toxicologie et jouant un rôle d’expert auprès des tribunaux et non aux chaires d’hygiène comme dans d’autres pays.
À la même époque, après la première guerre mondiale, furent créés des services médicaux du travail dans certaines entreprises comme la société d’éclairage, chauffage et force motrice de Gennevilliers qui recruta le docteur René Barthe un jeune médecin démobilisé qui chercha à transposer dans l’usine le rôle qu’ils venait de jouer à l’armée comme médecin de bataillon.

Durant les années 1923 à 1930, il organisa l'un des premiers services de médecine du travail et développera le concept de médecine préventive. Il révolutionne le rôle du médecin d'usine en l'articulant autour de 6 pôles principaux :
- Pratique des soins d’urgence et des consultations
- Sélection et orientation des ouvriers à l’embauche
- Organisation de l’hygiène industrielle
- Collaboration avec les comités de sécurité et les services de prévention des accidents et des maladies professionnelles.
- Conseil en organisation scientifique du travail
- Recherche scientifique dans les domaines propres à l’industrie où travaille le médecin

René Barthe se dégage donc d'une vision purement fonctionnelle de la médecine du travail pour orienter la discipline également vers la prévention et la protection du travailleur. Pour ce faire, il montrera toute l'importance de l'association entre le médecin, l'ingénieur et l'assistante sociale et créera les premiers dossiers médicaux d'usine.

Cette expérience de médecine d’entreprise qui fera l’objet de publications dans les revues spécialisées qui commencent à paraître (Le travail humain, la Revue de Médecine du Travail, Le médecin d’usine) servira de base à la constitution d’une doctrine de la médecine du travail qui prend forme dans l’entre deux guerres. René Barthe est considéré comme l'un des pères fondateurs de la médecine du travail moderne.

Cette tendance plus sociale est également représentée par Guy Hauser qui au moment du Front populaire, créa une consultation de pathologie professionnelle ainsi que la revue Archive des maladies professionnelles en 1938.
C’est également à ce moment que se mettent en place les premiers enseignements spécialisés en toxicologie industrielle et physiologie du travail au conservatoire national des arts et métiers (CNAM) et que les premiers instituts universitaires de médecine du travail sont créés en 1930 à Lyon, 1933 à Paris et 1935 à Lille. Ils vont avoir en charge la formation des médecins d’usines, la recherche scientifique, mais aussi un but social puisque la documentation, l’enseignement et la recherche seront à la disposition des travailleurs et des industriels. Un diplôme d’hygiène industrielle et de médecine du travail est créé en 1933.
Peu à peu la réglementation étend le champ de la médecine du travail qui va s’étendre progressivement à un grand nombre de salariés. En 1934 est rendu obligatoire le contrôle médical de certaines catégories de travailleurs en situation de risque particulier, à l’embauche et périodiquement.
Un décret du 7 juillet 1937 créa un corps de médecins conseils de l’inspection du travail afin d’aider les inspecteurs du travail à appliquer les dispositions réglementaires à caractère médical.

### Les lois de Vichy
Une circulaire inspirée par le docteur René Barthe et parue au JO du 9 juin 1940 définit des instructions pour l’établissement de services médico-sociaux dans les établissements visés par le code du travail (notamment les usines liés à la défense nationale où les conditions de travail se durcissent : instauration de la semaine de 60 heures). Ce texte sera repris par la Loi du 28 juillet 1942 du régime de Vichy qui instaurera l’obligation de la médecine du travail dans les entreprises de plus de 50 salariés. Le médecin d'usine est chargé d'examiner régulièrement les salariés exposés aux risques professionnels, de réaliser un examen d'embauche dépiste les maladies contagieuses (en premier lieu la tuberculose), de contrôler les installations et les procédés de fabrication. Recherchant des réserves de main d'œuvre, le médecin doit recenser aussi les aptitudes professionnelles des chômeurs. Durant le régime de Vichy, 68 000 chômeurs déclarés aptes sont affectés dans différents chantiers. Les 15 000 qui refusent de s'y rendre perdent leurs indemnités pour « insoumission au travail ». Cette loi sert surtout à mettre en place le Service du travail obligatoire (mis à part certains secteurs comme la céramique ou la transformation des métaux).
Parallèlement, le 31 octobre 1940 est créée l'Association Nationale de Médecine du Travail (ANMT) qui trouve un relais dans la Fondation française pour l'étude des problèmes humains mise en place en 1941 et dirigée par le médecin eugéniste Alexis Carrel dont un des objectifs est de « tirer des salariés un maximum de rendement pour un minimum d'usure ».

### La loi fondatrice de 1946
A la Libération le professeur Desoille médecin inspecteur général du travail fut le principal artisan de la loi du 11 octobre 1946 et du décret du 26 novembre 1946 qui généralisèrent les dispositions des textes antérieurs en les adaptant au contexte de l’époque et notamment à la réapparition des syndicats en plaçant notamment le service médical du travail sous le contrôle du comité d’entreprise. C'est à la demande du Conseil national de l'Ordre des médecins qu'on retire toute mission de soins à la médecine du travail qui se voit confier uniquement la prévention des maladies professionnelles et des accidents du travail.
Cette loi rend obligatoire la médécine du travail dans toutes les entreprises privées.

### Repères chronologiques
- La notion d’indemnisation des maladies professionnelles sera mentionnée pour la première fois sous Charles IX en 1566, mais elle supposait une action en justice du salarié contre son employeur.
- L’interdiction du travail le dimanche est l’œuvre de Vauban en 1681.
- À la révolution la Loi Le Chapelier du 17 juin 1791 interdit les corporations de l’ancien régime ainsi que toute association de travailleurs (syndicats ou mutuelles) pour favoriser la libre entreprise.
- La Révolte des Canuts en novembre 1831 à Lyon est la première insurrection sociale de l’ère industrielle.
- Loi dite Cunin-Gridaine du 22 mars 1841 qui interdit le travail des enfants de moins de 8 ans et c’est l’une des premières tentatives françaises de règlement général concernant le travail.
- la loi du 9 avril 1898 sur les accidents du travail permet l’indemnisation forfaitaire de la victime qui bénéficie désormais de la présomption d’origine : la notion de risque professionnel est née.
- 1902 le premier congrès international sur les maladies professionnelles se tient en Italie.
- Les maladies professionnelles finiront par être intégrées dans le champ d’action de la loi de 1898 à compter de 1910 (cas de saturnisme, par exemple).
- En 1915 a été créée au ministère de l’armement par Albert Thomas une inspection médicale des usines de guerre dont la direction fut confiée à Étienne Martin professeur de médecine légale à la faculté de médecine de Lyon.
- La loi du 25 octobre 1919 crée le régime de réparation des maladies professionnelles qui s’inspire de la loi de 1898 sur les accidents du travail.
- Les 21 et 23 juin 1930 premier congrès de langue française de médecine du travail à Lille.
- 1930 Création du premier institut universitaire de médecine du travail à Lyon par le professeur Mazel. (avant celui de Paris en 1933 et de Lille en 1935).
- 1933 Création du diplôme d’hygiène industrielle et de médecine du travail. (Les premiers enseignements spécialisés en toxicologie industrielle et physiologie du travail se mettent en place au conservatoire national des arts et métiers dès 1930).
- 1937 Premières journées internationales de pathologie et d’organisation du travail organisées par Guy Hauser et sous le patronage de la Confédération générale du travail (CGT) et de la Confédération générale du patronat français (CGPF).
- La loi du 28 juillet 1942 va obliger à la mise en place de ce que l’on appellera les « services médico-sociaux d’entreprise »
- Loi du 11 octobre 1946 qui fait obligation aux employeurs d’organiser une surveillance médicale pour leurs salariés.
- Loi du 31 décembre 1991, transposant les directives européennes de 1989 (directive cadre du 12 juin 1989)[11] visant à promouvoir l’amélioration de la sécurité et de la santé des travailleurs au travail.
- Loi du 20 juillet 2011 et décrets du 30 janvier 2012, réformant les services de santé au travail, qui supprime notamment les effectifs maximum par médecin dans les services inter-entreprises, permet d'espacer les examens médicaux périodiques, instaure les équipes pluridisciplinaires et la possibilité de mettre en place des entretiens infirmiers.
- Décret du 27 décembre 2016 qui réforme radicalement la surveillance de l'état de santé des travailleurs : le principe pour tous les travailleurs est une visite d'information et de prévention renouvelable au plus tard après 5 ans. Cette visite est assurée par un professionnel de santé, médecin du travail ou infirmier. Mais, en présence de certains risques, le salarié doit être vu par le médecin du travail exclusivement, selon une périodicité allant de 1 à 4 ans selon les risques. Par ailleurs, le médecin du travail doit toujours visiter tout salarié après une absence de plus de 30 jours pour cause de maladie ou d'accident du travail.

## Faits marquants
- Grève des ouvrières des manufactures d’allumettes à Londres en 1888
- Action en justice des Radium Girls

## Figures historiques
- Samuel Stockhausen Médecin allemand du XVIe siècle, précurseur de la toxicologie professionnelle.
- Giovanni Antonio Scopoli auteur en 1761 d’un ouvrage médical sur les symptômes de l'empoisonnement au mercure chez les mineurs :De Hydroargyro Idriensi Tentamina
- Pares y Franques auteur en 1778 d'un rapport sur " les maladies catastrophiques des mines de mercure d'Almaden".

## Grands noms de la discipline
- Alice Hamilton Médecin américaine, précurseur de l'hygiène industrielle.
- André Ombredane Médecin et Psychologue, précurseur de l’Ergonomie.
- Pierre Cazamian, Médecin du travail et ergonome
- Alain Wisner Médecin, un des fondateurs de l’Ergonomie.
- François Daniellou Professeur d’Ergonomie.
- Christophe Dejours Psychiatre fondateur de la psychodynamique du travail.
- René Barthe Médecin d'usine, père fondateur des services médico-sociaux d'entreprise, Médecin Chef du Service Général de Médecine du Travail de 1953 à 1957

## Organismes supranationaux
L'organisation internationale du travail a établi pour les états qui ont adhéré à l'OIT (Bureau international du Travail ou BIT) des règles destinées à protéger les travailleurs. On distingue les conventions qui ont un caractère contraignant pour les états qui les ont ratifiés des recommandations qui définissent des orientations aux actions des états membres.
Certaines de ces dispositions concernent le domaine de la sécurité des travailleurs et de la santé au travail.

## Liens
- (fr) Création de l’institut de médecine du travail de Lyon par le Professeur Mazel
- (fr) Les origines de la santé au travail en France
- (fr) La protection sociale repères historiques